# Roberto Mosquera Vera
Roberto Orlando Mosquera Vera (Ibagué, 21 de junio de 1956) es un exfutbolista y actual entrenador colombo-peruano y actualmente dirige al Alianza Universidad de Huánuco.

## Biografía
Nacido en Colombia, pero de padres peruanos: hijo del exfutbolista Alfredo Mosquera, que tuvo un gran paso por el fútbol colombiano en la época de El Dorado, siendo parte de la nómina del reconocido Ballet Azul del equipo Millonarios, e hijo de la exvoleibolista y bailarina Cristina Vera, que fuera campeona de la Liga de Trujillo con las Diablitas Rojas de Chiclín en la década de los cuarenta.

"Pero mi padre le dijó a mi madre una vez: "no muevas ese cuadro porque gracias a esa delantera yo pude comprar esta casa en  San Isidro  y darle un futuro a la familia". Mi mamá entendió y ahí se quedó".
Anécdota de Roberto sobre una discusión que tuvieron sus padres por un cuadro de Millonarios y la gran amistad que tuvo su padre con el argentino Alfredo Di Stéfano.

Como futbolista fue uno de los aleros derechos más destacados del Sporting Cristal en los años 70, debutando en 1974 y obteniendo el bicampeonato con la casaquilla celeste en los años 1979 y 1980. Llegó a integrar la selección peruana que participó en la Copa Mundial de 1978. 
Como entrenador, es actualmente uno de los más reconocidos en el fútbol peruano por llegar a veinticinco partidos invicto. Ha sido galardonado tres veces como entrenador del año en Perú: los años 2011, 2012 y 2014.
También es sobrino del exfutbolista Máximo «Vides» Mosquera y del exfutbolista Nemesio Mosquera.

## Trayectoria

### Como futbolista
Roberto Mosquera se forjó en las divisiones menores de Sporting Cristal, influenciado por dos familiares que jugaron en el club: su padre Alfredo Mosquera, quien fue jugador del Sporting Tabaco. Y sus dos tíos: Máximo Mosquera y Nemesio Mosquera, campeón con Cristal en 1956. Debutó profesionalmente en 1974 jugando solo tres partidos ese año. Sin embargo, en las siguientes temporadas, se convertiría en titular indiscutible del cuadro celeste. Mosquera formó parte del cuadro bicampeón de Cristal los años 1979 y 1980.
En 1980 fue pretendido por el Deportes Tolima. Pero no llegarían a un acuerdo. A fin de año, se consagró bicampeón con Sporting Cristal.
En 1981 emigró a Argentina, donde jugó por el Talleres de Córdoba. Por esos años, arribó también a clubes de Colombia (Deportivo Cali, Once Caldas, Cúcuta Deportivo) y Ecuador (Aucas). En 1986 tuvo un breve retornó al Perú para jugar por San Agustín, club con el que consiguió el campeonato de ese año. Regresó al cuadro canario en 1989. A mediados de ese año, decide retirarse del fútbol.
En 1990 regresó al fútbol para jugar la 2.ª por el Lawn Tennis a pedido de su presidente Miguel Pellny. Mosquera jugó seis partidos y anotó cinco goles. A mitad de torneo, decidió dejar el fútbol.

## Selección nacional
Fue miembro de la selección juvenil del Perú de 1974 que participó en el campeonato realizado en Arica con «la Foca» Mario Gonzales.
Con la selección mayor de fútbol del Perú, Mosquera llegó a jugar dieciséis partidos, en los que anotó cuatro goles. Fue parte del plantel que participó en la Copa Mundial de Fútbol de 1978, en que su selección avanzó a cuartos de final, y de la Copa América 1979, en que llegó a la instancia semifinal.

### Como entrenador
Mosquera tuvo una primera experiencia como asistente técnico en 1991, trabajando con Miguel Company en Sport Boys y en la selección peruana. 
Su primera experiencia como primer entrenador fue dirigiendo al recién ascendido Unión Huaral en 1995, club con el que perdió la categoría. Al año siguiente, fue asistente de Sergio Markarián en la dirección técnica de Sporting Cristal, por dos años, donde obtuvieron el Campeonato Descentralizado 1996 y el subcampeonato de la Copa Libertadores 1997. Los siguientes años, Mosquera dirigió a una serie de equipos provincianos en Perú, destacando su paso por el Coronel Bolognesi, entre 2002 y 2005, con el que realizó buenas campañas y lo clasificó por primera vez a una copa internacional. En 2007 y 2009, Roberto Mosquera perdió la categoría con Deportivo Municipal y Coronel Bolognesi respectivamente. El primer semestre del año 2010, dirigió en Huaraz al Sport Áncash.
Dirigiendo a Sport Huancayo, desde septiembre del 2010, logró ubicar tercero a dicho club en el Campeonato Descentralizado 2011, clasificándolo por primera vez a una Copa Libertadores de América. Su buena labor como entrenador se vio refrendada con su distinción como el mejor entrenador de aquel año. En 2012 llegó al Sporting Cristal, club al que sacó campeón luego de siete años y con el que obtuvo su primer título como entrenador. Ese mismo año, volvió a ser galardonado como el mejor técnico peruano. En 2013 pasó a dirigir al Juan Aurich. Con el cuadro chiclayano, obtuvo el Torneo Apertura 2014 y, pese a haber perdido la definición por el título frente a Sporting Cristal, fue elegido nuevamente el entrenador del año en Perú.
En la clasificación mundial de entrenadores publicada en 2015, Roberto Mosquera aparecía como el técnico peruano mejor ubicado. A fines de 2015, Mosquera fue oficializado como entrenador del Alianza Lima para la siguiente temporada. Sin embargo, con el club blanquiazul, no obtuvo los resultados esperados, por lo que fue despedido.
En 2017 es oficializado entrenador del Jorge Wilstermann, donde queda en cuartos de final de la Copa Libertadores 2017, eliminado por River Plate, de Argentina .
Posteriormente, dirigió al Royal Pari, de la primera división de Bolivia, hasta mediados de 2019.
En septiembre del 2019, vuelve al futbol peruano para dirigir al Deportivo Binacional en lo que resta del Torneo Clausura. Logra el título nacional tras vencer en la final nacional a Alianza Lima.
A fines de febrero del 2020, regresa a Sporting Cristal (luego de seis años y medio), donde consigue el campeonato nacional. Cabe indicar que al llegar el cuadro rimense se encontraba en el antepenúltimo lugar.
Durante las últimas semanas de noviembre de 2021, juega la final del campeonato peruano, en donde se enfrenta por ida y vuelta a Alianza Lima. El equipo se Roberto perdió 1-0 y se quedó sin el bicampeonato.

## Clubes

### Como futbolista
| Club                | País      | Año         |
| ------------------- | --------- | ----------- |
| Sporting Cristal    | Perú      | 1974 - 1980 |
| Talleres de Córdoba | Argentina | 1981        |
| Deportivo Cali      | Colombia  | 1982 - 1984 |
| Once Caldas         | Colombia  | 1985        |
| San Agustín         | Perú      | 1986        |
| Cúcuta Deportivo    | Colombia  | 1987        |
| Aucas               | Ecuador   | 1988        |
| San Agustín         | Perú      | 1989        |
| Lawn Tennis         | Perú      | 1990        |

### Como asistente técnico
| Club              | País | Año         |
| ----------------- | ---- | ----------- |
| Sport Boys        | Perú | 1991        |
| Selección de Perú | Perú | 1991        |
| Sporting Cristal  | Perú | 1996 - 1997 |

### Como entrenador
| País                | Equipo                    | Div.                | Temporada           | Liga | Liga | Liga | Liga |    | Copa | Copa | Copa | Copa |    | Internacional | Internacional | Internacional | Internacional |     | Totales | Totales     | Totales | Totales | Totales | Totales | Totales | Totales |
| País                | Equipo                    | Div.                | Temporada           | PD   | G    | E    | P    | PD | G    | E    | P    | PD   | G  | E             | P             | PD            | G             | E   | P       | Rendimiento | GF      | GC      | Dif.    |         |         |         |
| ------------------- | ------------------------- | ------------------- | ------------------- | ---- | ---- | ---- | ---- | -- | ---- | ---- | ---- | ---- | -- | ------------- | ------------- | ------------- | ------------- | --- | ------- | ----------- | ------- | ------- | ------- | ------- | ------- | ------- |
| Perú                | Unión Huaral              | 1.ª D               | 1995                | 19   | 3    | 3    | 13   | -  | -    | -    | -    | -    | -  | -             | -             | 19            | 3             | 3   | 13      | 21.05 %     | 17      | 33      | –16     |         |         |         |
| Perú                | Sporting Cristal          | 1.ª D               | 1996                | 4    | 2    | 1    | 1    | -  | -    | -    | -    | -    | -  | -             | -             | 4             | 2             | 1   | 1       | 58.33 %     | 8       | 5       | +3      |         |         |         |
| Perú                | Alcides Vigo              | 2.ª D               | 1998-99             | 31   | 17   | 7    | 7    | -  | -    | -    | -    | -    | -  | -             | -             | 31            | 17            | 7   | 7       | 62.37 %     | 50      | 26      | +24     |         |         |         |
| Perú                | Deportivo Wanka           | 1.ª D               | 2000                | 27   | 12   | 5    | 10   | -  | -    | -    | -    | -    | -  | -             | -             | 27            | 12            | 5   | 10      | 50.61 %     | 38      | 39      | –1      |         |         |         |
| Perú                | Unión Minas               | 1.ª D               | 2001                | 8    | 4    | 0    | 4    | -  | -    | -    | -    | -    | -  | -             | -             | 8             | 4             | 0   | 4       | 50 %        | 13      | 12      | +1      |         |         |         |
| Perú                | Deportivo Wanka           | 1.ª D               | 2001-02             | 49   | 16   | 9    | 24   | -  | -    | -    | -    | -    | -  | -             | -             | 49            | 16            | 9   | 24      | 38.77 %     | 53      | 70      | –17     |         |         |         |
| Perú                | Coronel Bolognesi         | 1.ª D               | 2002-03             | 67   | 25   | 14   | 28   | -  | -    | -    | -    | -    | -  | -             | -             | 67            | 25            | 14  | 28      | 44.28 %     | 83      | 94      | –11     |         |         |         |
| Perú                | F. B. C. Melgar           | 1.ª D               | 2004-05             | 50   | 15   | 11   | 24   | -  | -    | -    | -    | -    | -  | -             | -             | 50            | 15            | 11  | 24      | 37.33 %     | 77      | 86      | –9      |         |         |         |
| Perú                | Sport Boys                | 1.ª D               | 2006                | 13   | 2    | 3    | 8    | -  | -    | -    | -    | -    | -  | -             | -             | 13            | 2             | 3   | 8       | 23.07 %     | 10      | 20      | –10     |         |         |         |
| Perú                | Deportivo Municipal       | 1.ª D               | 2007                | 21   | 6    | 6    | 9    | -  | -    | -    | -    | -    | -  | -             | -             | 21            | 6             | 6   | 9       | 38.09 %     | 24      | 32      | –8      |         |         |         |
| Perú                | Sport Águila              | 2.ª D               | 2008                | 1    | 0    | 0    | 1    | -  | -    | -    | -    | -    | -  | -             | -             | 1             | 0             | 0   | 1       | 0 %         | 0       | 4       | –4      |         |         |         |
| Perú                | América Cochahuayco       | 2.ª D               | 2008                | 7    | 0    | 2    | 5    | -  | -    | -    | -    | -    | -  | -             | -             | 7             | 0             | 2   | 5       | 9.52 %      | 5       | 16      | –11     |         |         |         |
| Perú                | Coronel Bolognesi         | 1.ª D               | 2008-09             | 52   | 10   | 18   | 24   | -  | -    | -    | -    | -    | -  | -             | -             | 52            | 10            | 18  | 24      | 30.77 %     | 57      | 91      | –34     |         |         |         |
| Perú                | Sport Áncash              | 2.ª D               | 2010                | 10   | 5    | 2    | 3    | -  | -    | -    | -    | -    | -  | -             | -             | 10            | 5             | 2   | 3       | 56.67 %     | 13      | 7       | +6      |         |         |         |
| Perú                | Sport Huancayo            | 1.ª D               | 2010-11             | 42   | 20   | 7    | 15   | 7  | 3    | 1    | 3    | 1    | 1  | 0             | 0             | 50            | 24            | 8   | 18      | 53.33 %     | 78      | 55      | +23     |         |         |         |
| Perú                | Sporting Cristal          | 1.ª D               | 2012-13             | 71   | 38   | 18   | 15   | -  | -    | -    | -    | 6    | 2  | 2             | 2             | 77            | 40            | 20  | 17      | 60.61 %     | 145     | 77      | +68     |         |         |         |
| Perú                | Juan Aurich               | 1.ª D               | 2013-15             | 77   | 34   | 19   | 24   | 24 | 9    | 5    | 10   | 6    | 1  | 3             | 2             | 107           | 44            | 27  | 36      | 49.53 %     | 177     | 137     | +40     |         |         |         |
| Perú                | Alianza Lima              | 1.ª D               | 2016                | 35   | 14   | 9    | 12   | -  | -    | -    | -    | -    | -  | -             | -             | 35            | 14            | 9   | 12      | 48.57 %     | 41      | 35      | +6      |         |         |         |
| Bolivia             | Jorge Wilstermann         | 1.ª D               | 2017                | 37   | 14   | 8    | 15   | -  | -    | -    | -    | 10   | 5  | 1             | 4             | 47            | 19            | 9   | 19      | 46.81 %     | 57      | 58      | –1      |         |         |         |
| Bolivia             | Royal Pari                | 1.ª D               | 2017-18             | 62   | 24   | 15   | 23   | -  | -    | -    | -    | 6    | 2  | 0             | 4             | 68            | 26            | 15  | 27      | 45.59 %     | 110     | 114     | –4      |         |         |         |
| Perú                | Binacional                | 1.ª D               | 2019                | 12   | 7    | 2    | 3    | -  | -    | -    | -    | -    | -  | -             | -             | 12            | 7             | 2   | 3       | 63.89 %     | 27      | 8       | +19     |         |         |         |
| Perú                | Sporting Cristal          | 1.ª D               | 2020                | 29   | 18   | 9    | 2    | -  | -    | -    | -    | -    | -  | -             | -             | 29            | 18            | 9   | 2       | 72.41 %     | 64      | 32      | +32     |         |         |         |
| Perú                | Sporting Cristal          | 1.ª D               | 2021                | 29   | 19   | 5    | 5    | 4  | 4    | 0    | 0    | 10   | 2  | 2             | 6             | 43            | 25            | 7   | 11      | 63.57 %     | 84      | 52      | +32     |         |         |         |
| Perú                | Sporting Cristal          | 1.ª D               | 2022                | 38   | 23   | 10   | 5    | -  | -    | -    | -    | 6    | 0  | 2             | 4             | 44            | 23            | 12  | 9       | 61.36 %     | 77      | 49      | +28     |         |         |         |
| Bolivia             | Royal Pari                | 1.ª D               | 2023                | 8    | 2    | 1    | 5    | -  | -    | -    | -    | -    | -  | -             | -             | 8             | 2             | 1   | 5       | 29.17 %     | 7       | 11      | -4      |         |         |         |
| Perú                | Universidad César Vallejo | 1.ª D               | 2023                | 7    | 4    | 1    | 2    | -  | -    | -    | -    | -    | -  | -             | -             | 7             | 4             | 1   | 2       | 61.9 %      | 14      | 4       | +10     |         |         |         |
| Perú                | Universidad César Vallejo | 1.ª D               | 2024                | 8    | 1    | 3    | 4    | -  | -    | -    | -    | 1    | 1  | 0             | 0             | 9             | 2             | 3   | 4       | 33.33 %     | 10      | 16      | -6      |         |         |         |
| Perú                | Alianza UDH               | 1.ª D               | 2025                | 2    | 1    | 0    | 1    | -  | -    | -    | -    | -    | -  | -             | -             | 2             | 1             | 0   | 1       | 50 %        | 3       | 2       | +1      |         |         |         |
| Total de su carrera | Total de su carrera       | Total de su carrera | Total de su carrera | 815  | 336  | 188  | 291  | 35 | 16   | 6    | 13   | 46   | 14 | 10            | 22            | 897           | 366           | 204 | 327     | 48.38 %     | 1341    | 1184    | +157    |         |         |         |
| 1. 2. 3.            |                           |                     |                     |      |      |      |      |    |      |      |      |      |    |               |               |               |               |     |         |             |         |         |         |         |         |         |

## Palmarés

### Como futbolista
| Título                    | Club             | País | Año  |
| ------------------------- | ---------------- | ---- | ---- |
| Primera división del Perú | Sporting Cristal | Perú | 1979 |
| Primera división del Perú | Sporting Cristal | Perú | 1980 |
| Primera división del Perú | San Agustín      | Perú | 1986 |

### Como entrenador
| Título                    | Club                 | País | Año  |
| ------------------------- | -------------------- | ---- | ---- |
| Primera división del Perú | Sporting Cristal     | Perú | 2012 |
| Torneo Apertura           | Juan Aurich          | Perú | 2014 |
| Primera división del Perú | Deportivo Binacional | Perú | 2019 |
| Primera división del Perú | Sporting Cristal     | Perú | 2020 |
| Torneo Apertura           | Sporting Cristal     | Perú | 2021 |
| Copa Bicentenario         | Sporting Cristal     | Perú | 2021 |

### Distinciones individuales
| Distinción                                 | Año  |
| ------------------------------------------ | ---- |
| Entrenador del año en Perú                 | 2011 |
| Entrenador del año en Perú                 | 2012 |
| Entrenador del año en Perú                 | 2014 |
| Mejor DT del año de la Liga 1              | 2020 |
| Mejor DT en Perú, según la ADFP            | 2021 |
| Nominado a entrenador del año de la Liga 1 | 2021 |